# استتباب حمضي قاعدي
الاستتباب الحمضي القاعدي هو ضبط الأس الهيدروجيني للسائل خارج الخلوي في الجسم. يعد التوازن الصحيح بين الأحماض والقواعد (أي الأس الهيدروجيني) في السائل خارج الخلوي أمرًا بالغ الأهمية لضمان وظائف الأعضاء الطبيعية في الجسم، وعمليات الاستقلاب الخلوي. يجب الحفاظ على الأس الهيدروجيني للسائل داخل الخلوي والسائل خارج الخلوي عند مستوى ثابت.
تكون العديد من البروتينات خارج الخلوية مثل بروتينات البلازما والبروتينات الغشائية لخلايا الجسم حساسة للغاية، بفضل بنيتها ثلاثية الأبعاد، للأس الهيدروجيني خارج الخلية. لذلك توجد آليات صارمة للحفاظ على الأس الهيدروجيني ضمن حدود ضيقة للغاية. خارج النطاق المقبول للأس الهيدروجيني، يحدث إفساد البروتينات (أي تمسخ بنيتها ثلاثية الأبعاد)، ما يؤدي إلى خلل في الإنزيمات والقنوات الأيونية (من بين أمور أخرى).
في البشر والعديد من الحيوانات الأخرى، يتم الحفاظ على الاستتباب الحمضي القاعدي بواسطة آليات متعددة تشارك فيها ثلاثة خطوط للدفاع:
- خط الدفاع الأول هو المحاليل الكيميائية المنظمة المختلفة التي تقلل من تغيرات الأس الهيدروجيني التي كانت ستحدث في غيابها. فهي لا تصحح انحرافات الأس الهيدروجيني، ولكنها تعمل فقط على تقليل مدى التغيير الذي قد يحدث خلاف ذلك. تتضمن هذه المحاليل المنظمة محلول منظم بيكربونات، ومحلول منظم فوسفات، ومحلول منظم بروتين.
- خط الدفاع الثاني للسائل خارج الخلوي يتمثل في التحكم في تركيز حمض الكربونيك ضمن السائل خارج الخلوي. يتحقق ذلك من خلال التغيرات في معدل التنفس وعمقه (أي عن طريق فرط التنفس أو نقص التهوية)، بالتالي التخلص من ثاني أكسيد الكربون (بالتالي حمض الكربونيك) أو الاحتفاظ به في بلازما الدم.[7]
- خط الدفاع الثالث هو الجهاز الكلوي، الذي يمكنه إضافة أو إزالة أيونات البيكربونات من أو إلى السائل خارج الخلوي. تتشكل البيكربونات من ثاني أكسيد الكربون المُستَقلب الذي يتحول بفعل الإنزيمات إلى حمض الكربونيك في خلايا النبيبات الكلوية.[8][9] يتفكك حمض الكربونيك تلقائيًا إلى أيونات الهيدروجين وأيونات البيكربونات. عندما تنخفض قيمة الأس الهيدروجيني في السائل خارج الخلوي (أي يصبح الوسط أكثر حمضية) تفرز أيونات الهيدروجين في البول، بينما تفرز أيونات البيكربونات في بلازما الدم، ما يسبب ارتفاع الأس الهيدروجيني البلازمي (تصحيح الانخفاض الأولي).[10] يحدث العكس إذا ارتفعت قيمة الأس الهيدروجيني في السائل خارج الخلوي: تفرز حينها أيونات البيكربونات مع البول وأيونات الهيدروجين إلى بلازما الدم.

تشكل الإجراءات التصحيحية الفزيولوجية خطي الدفاع الثاني والثالث. السبب أنها تعمل عن طريق إجراء تغييرات على المحاليل المنظمة، التي يتكون كل منها من مكونين: حمض ضعيف وقاعدة مترافقة. تحدد النسبة بين تركيزي الحمض الضعيف وقاعدته المترافقة الأس الهيدروجيني للمحلول. بالتالي، من خلال التلاعب أولًا بتركيز الحمض الضعيف، وثانيًا بتركيز قاعدته المترافقة، يمكن تعديل الأس الهيدروجيني للسائل خارج الخلوي بدقة شديدة ليبلغ القيمة الصحيحة. يتكون المحلول المنظم بيكربونات من خليط من حمض الكربونيك (H2CO3) وملح بيكربونات (HCO3-) في المحلول، وهو المحلول المنظم الأكثر وفرة في السائل خارج الخلوي، وهو أيضًا المحلول المنظم الذي يمكن تغيير نسبة الحمض إلى القاعدة فيه بسهولة شديدة وبسرعة.
يُسمى اختلال توازن الحمض والقاعدة احمضاض الدم عندما تكون الحموضة عالية، أو قلاء الدم عندما تكون الحموضة منخفضة.

## توازن الحمض القاعدي
يتم عادة تنظيم الأس الهيدروجيني للسائل خارج الخلوي، بما في ذلك بلازما الدم، لتبقى قيمته ضمن المجال 7.32-7.42، عن طريق المحاليل الكيميائية المنظمة، والجهاز التنفسي، والجهاز البولي.
تتفاعل المحاليل المنظمة المائية مع الأحماض القوية أو القواعد القوية عن طريق امتصاص أيونات الهيدروجين أو أيونات الهيدروكسيد الزائدة، مستبدلةً الأحماض والقواعد القوية بأحماض ضعيفة وقواعد ضعيفة. يؤدي ذلك إلى إضعاف تأثير تغيرات الأس الهيدروجيني، أو تقليل تغير الأس الهيدروجيني الذي كان سيحدث في حال عدم وجود هذه المحاليل. لكن المحاليل المنظمة لا يمكنها تصحيح مستويات الأس الهيدروجيني غير الطبيعية في المحلول، سواء أكان ذلك المحلول في أنبوب اختبار أم في السائل خارج الخلوي. تتكون المحاليل المنظمة عادةً من زوج من المركبات في المحلول، أحدهما حمض ضعيف والآخر قاعدة ضعيفة. يتكون المحلول المنظم الأكثر وفرة في السائل خارج الخلوي من محلول حمض الكربونيك، وملح البيكربونات، عادةً بيكربونات الصوديوم. بالتالي، عندما يكون هناك فائض من أيونات الهيدروكسيد في المحلول، يعدلها حمض الكربونيك جزئيًا عن طريق تشكيل الماء وأيونات البيكربونات. بالمثل، يُعدل الفائض من أيونات الهيدروجين جزئيًا بواسطة البيكربونات الموجودة في المحلول المنظم لتكوين حمض الكربونيك، والذي، لأنه حمض ضعيف، يبقى حرًا، ما يؤدي إلى تحرير عدد من أيونات الهيدروجين في المحلول أقل منها في حالة الحمض القوي الأصلي.

## اختلال التوازن
يحدث اختلال التوازن بين الحمض والقاعدة عندما تسبب أذية معينة خروج قيمة الأس الهيدروجيني للدم من النطاق الطبيعي (7.32-7.42). يسبب انخفاض الأس الهيدروجيني بشكل غير طبيعي في السائل خارج الخلوي احمضاض الدم، ويسبب الأس الهيدروجيني المرتفع بشكل غير طبيعي قلاء الدم.
تُستخدم مصطلحات أخرى في الفيزيولوجيا المرضية: «الحماض» و«القلاء». غالبًا ما تُستخدم كمرادفات لكل من «احمضاض الدم» و«قلاء الدم»، رغم أن هذا قد يسبب ارتباكًا. يشير مصطلح احمضاض الدم بشكل واضح إلى التغيير الفعلي في الأس الهيدروجيني للسائل خارج الخلوي، في حين يشير مصطلح «الحماض»، بشكل دقيق، إما إلى زيادة في كمية حمض الكربونيك في السائل خارج الخلوي أو إلى انخفاض في كمية البيكربونات في السائل خارج الخلوي. أي من هذين التغييرين سيسبب (إذا لم يرافقه قلاء) احمضاض الدم. بالمثل، يشير القلاء إلى زيادة تركيز البيكربونات في السائل خارج الخلوي، أو انخفاض في الضغط الجزئي لثاني أكسيد الكربون، ويؤدي كلًا منهما إلى زيادة الأس الهيدروجيني في السائل خارج الخلوي فوق القيمة الطبيعية. يجب أن يكون مصطلحا الحماض والقلاء مُرفقين بصفات للإشارة إلى سبب الاضطراب: «تنفسي» (يشير إلى تغير في الضغط الجزئي لثاني أكسيد الكربون)، أو «استقلابي» (يشير إلى تغير في تركيز البيكربونات في السائل خارج الخلوي). وبالتالي، هناك أربعة اضطرابات مختلفة تخص الحموض والقواعد: الحماض الاستقلابي والحماض التنفسي والقلاء الاستقلابي والقلاء التنفسي. قد تحدث حالة أو مجموعة من هذه الحالات في وقت واحد. على سبيل المثال، يُعاوض الحماض الاستقلابي (كما في داء السكري غير المضبوط) جزئيًا عن طريق القلاء التنفسي (فرط التنفس)، أو يمكن تصحيح الحماض التنفسي كليًا أو جزئيًا عن طريق القلاء الاستقلابي.
تعتمد قدرة الحماض على أن يسبب احمضاض الدم على درجة القلاء المصاحب. إذا ألغى أحدهما الآخر (أي أُعيدت نسبة حمض الكربونيك إلى البيكربونات إلى 1:20)، لا يحدث حينها احمضاض دم أو قلاء دم. إذا كان القلاء المصاحب أكثر من الحماض، ينتج عن ذلك قلاء الدم؛ أما إذا كان الحماض أكثر من القلاء، تكون النتيجة الحتمية احمضاض الدم. تحدد نفس الاعتبارات ما إذا كان القلاء سيسبب قلاء الدم أو لا.
تختلف قيم الأس الهيدروجيني الطبيعية للجنين عنها لدى البالغين. لدى الجنين، تبلغ قيمة الأس الهيدروجيني في الوريد السري 7.25-7.45 بينما تبلغ قيمته في الشريان السري عادةً 7.18-7.38.